# Андреа дель Кастаньо
Андреа дель Кастаньо (итал. Andrea del Castagno, Andrea dal Castagno; около 1420, Сан-Годенцо, Тоскана — 19 августа 1457, Флоренция) — живописец раннего итальянского Возрождения периода кватроченто.
Он был одним из главных деятелей флорентийской школы живописи середины XV века наряду с фра Беато Анджелико, Филиппо Липпи, Доменико Венециано и Паоло Уччелло. На его глубоко индивидуальный стиль оказали влияние Мазаччо и Донателло, у которых он, в частности, заимствовал геометрические приёмы построения прямой центральной перспективы, игру светотени, которую он усиливал с помощью тёмных тональностей, а также «натурализм физиономий и жестов, порой настолько преувеличенный, что он достигал экспрессионистских результатов».

## Жизнь и творчество
Андреа родился в небольшой деревне Кастаньо недалеко от Флоренции в Тоскане, в коммуне Сан-Годенцо, примерно на полпути между Флоренцией и Форли. Его настоящее имя — Андреа ди Бартоло ди Барджилла (итал. Andrea di Bartolo di Bargilla). Его отец Бартоло ди Симоне ди Барджилла владел домом и небольшим участком земли. Относительно времени его рождения точных данных нет, обычно указывают период между 1419 и 1421 годами. После начала Ломбардских войн семье пришлось покинуть родные места, но в 1428 году она вернулась в Кастаньо.
Джорджо Вазари в «Жизнеописаниях наиболее знаменитых живописцев, ваятелей и зодчих» приводит легенду о приобщении Андреа к искусству. Согласно Вазари, будущему художнику приходилось пасти стадо в родной деревне, и 
«однажды, когда он занимался этим, случилось так, что, спасаясь от дождя, он попал в одно место, где один из тех деревенских живописцев, что работают за гроши, расписывал божницу у какого-то крестьянина. Андреа, который ничего подобного никогда не видел, охваченный внезапным изумлением, стал внимательнейшим образом смотреть и приглядываться, как производится такая работа, и у него внезапно появилось огромнейшее желание и настолько лихорадочное стремление к этому искусству, что, не теряя времени, он принялся на стене и камнях углём и кончиком ножа выцарапывать и рисовать животных и людей так бойко, что вызывал в тех, кто его видел, немалое удивление. И вот среди поселян пошла молва о странных занятиях Андреа; когда же это дошло (как угодно было его судьбе) до ушей одного флорентийского дворянина, по имени Бернардетто деи Медичи, у которого там были владения, Бернардетто пожелал познакомиться с этим мальчиком. И когда он его в конце концов увидел и услышал его весьма бойкие рассуждения, то спросил его, не хочет ли он посвятить себя искусству живописца. Андреа ответил ему, что ничего более приятного с ним случиться не могло бы, и тот увёз его с собой во Флоренцию, чтобы он мог усовершенствоваться, и устроил его работать у одного из тех мастеров, которые тогда считались лучшими»
Достоверно неизвестно, где и у кого он начал обучаться живописи.
В 1440 году под покровительством Бернардетто Медичи он отправился во Флоренцию. В ренессансной Флоренции применялась процедура символической позорной казни для предателей, бежавших из города и находившихся вне пределов досягаемости. Таких преступников, согласно приговору, изображали в позорящем их виде на стене Палаццо дель Подеста. После битвы при Ангиари, то есть около 1440 года, молодой художник Андреа дель Костаньо выполнил такой заказ. Он изобразил выступавших на стороне противника членов семей Альбицци и Перуцции повешенными за ногу. За эту работу художник получил прозвище «Андреа дельи Импиккати» (итал. Andrea degli Impicchati), что означает «Андреа повешенных». От этого неприятного прозвища он так и не сумел избавиться.

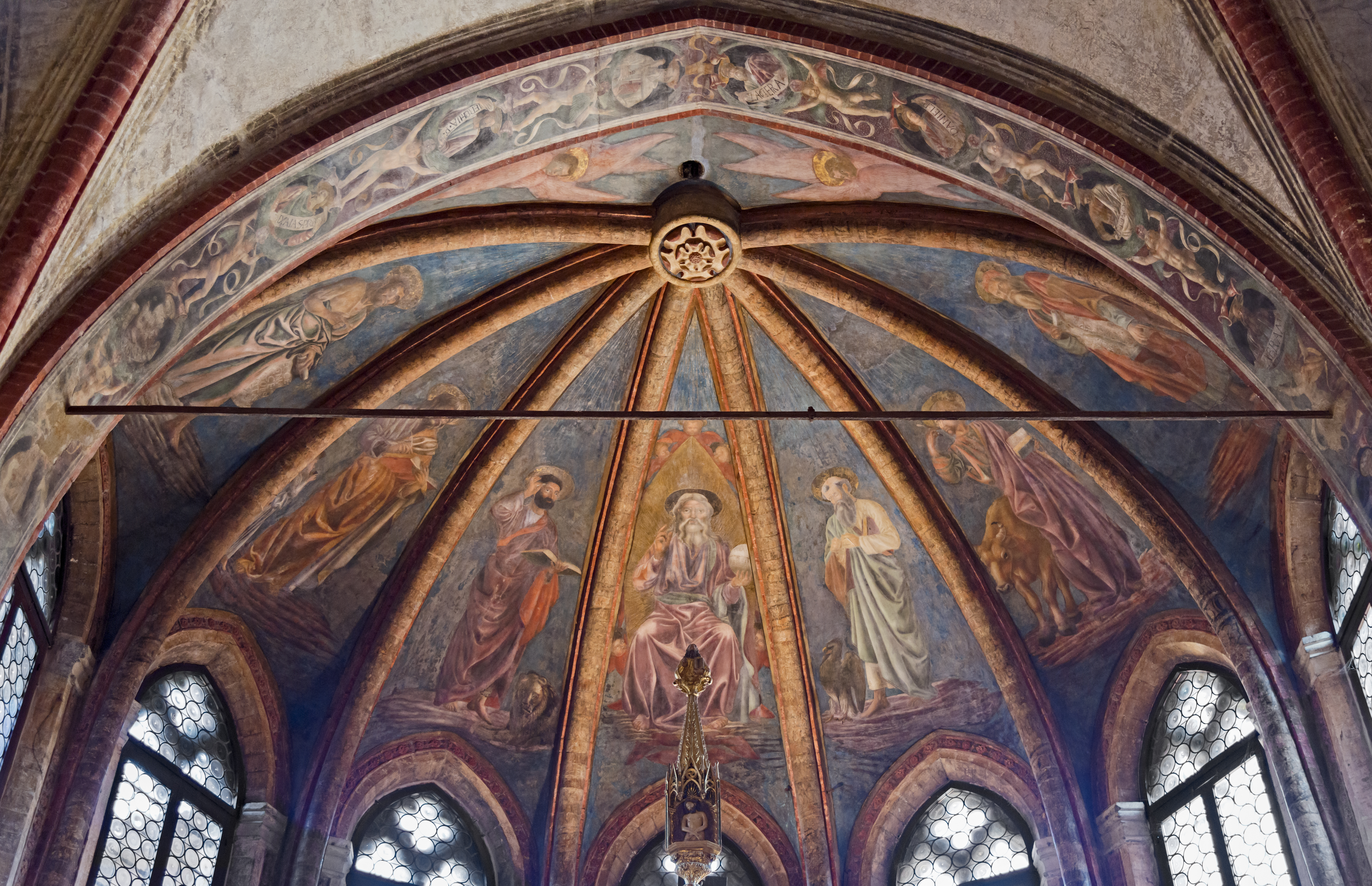
Фрески конхи Капеллы Сан-Тарасио в церкви Сан-Заккариа, Венеция

В 1442 году Андреа дель Кастаньо отправился в Венецию. Там он вместе с Франческо да Фаэнца расписал фресками капеллу Сан-Тарасио в церкви Сан-Заккариа, поставил свою подпись и дату. На сводах капеллы они изобразили Бога Отца в окружении шестерых святых: (Иоанна Крестителя, Святого Захарии и четырёх евангелистов). В Венеции Кастаньо создал также эскизы мозаик для Собора Святого Марка.
С 1444 года художник вновь работал во Флоренции и создал витраж для круглого окна в барабане купола собора Санта-Мария-дель-Фьоре на тему Пьеты (оплакивания Христа).
30 мая 1445 года Кастаньо вступил в Гильдию врачей и аптекарей (итал. Arte dei Medici e Speziali), в которой в то время состояли живописцы.

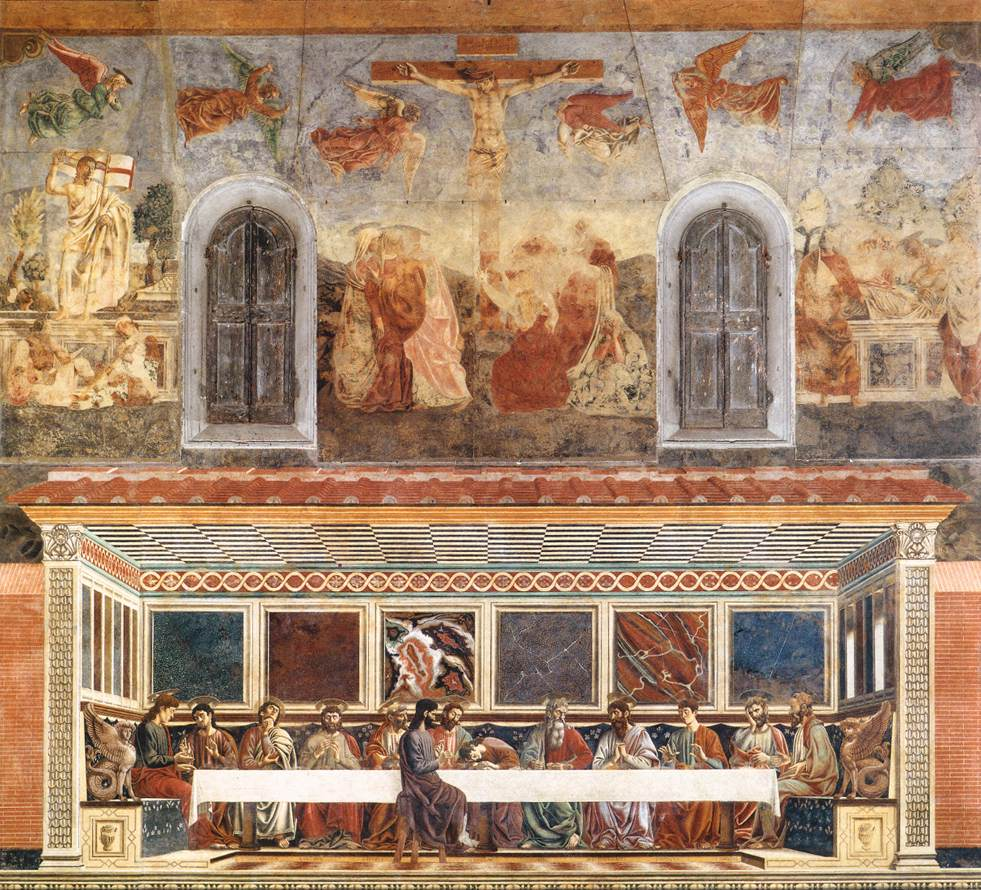
Тайная вечеря. 1447. Фрески трапезной монастыря Сант-Аполлониа, Флоренция

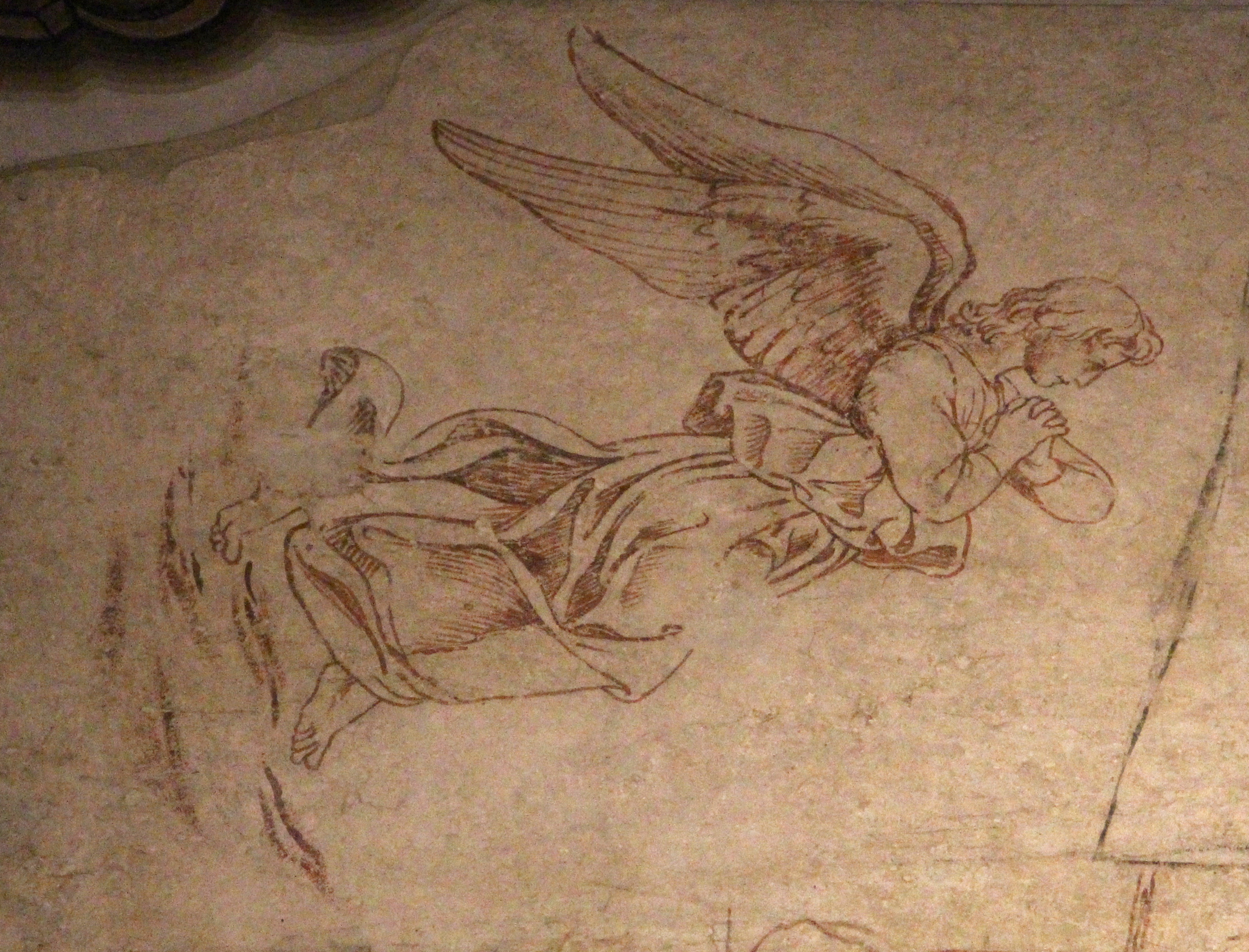
Синопия фрески в трапезной монастыря Сант-Аполлониа, Флоренция

Летом 1447 года Андреа получил заказ на цикл фресок в трапезной монастыря Сант-Аполлониа на сюжеты Нового Завета: «Тайная вечеря» и Страсти Христа («Воскресение», «Распятие», «Положение во гроб»).
В 1449 году он получил заказ на алтарную картину «Вознесение Девы Марии со святыми Миниасом и Юлианом» для небольшой церкви Сан-Миниато-фра-ле-Торри в центре Флоренции.
Приблизительно в 1450 году Андреа дель Кастаньо создал по заказу Филиппо Кардуччи серию портретов «прославленных мужчин и женщин». Фрески, находившиеся на вилле Кардуччи, изображали трёх флорентийских военачальников, трёх знаменитых женщин и трёх писателей, а также Мадонну с Младенцем, Адама и Еву. После смерти заказчика вилла была продана в октябре 1451 года.
С января 1451 по 1453 год Кастаньо вместе с Алессио Бальдовинетти расписывал капеллу в церкви Сант-Эджидио в монастыре Санта-Мария-Нуова. Фрески были начаты в 1439—1445 годах Доменико Венециано и Пьеро делла Франческа. Кастаньо тогла проживал в Оспедале Санта-Мария-Нуова, здании XIII века примыкающем к церкви. Однако из-за конфликта с монастырём по поводу оплаты он прекратил работу. Фрески впоследствии были закончены Бальдовинетти, но до наших дней от росписи сохранились лишь небольшие фрагменты.

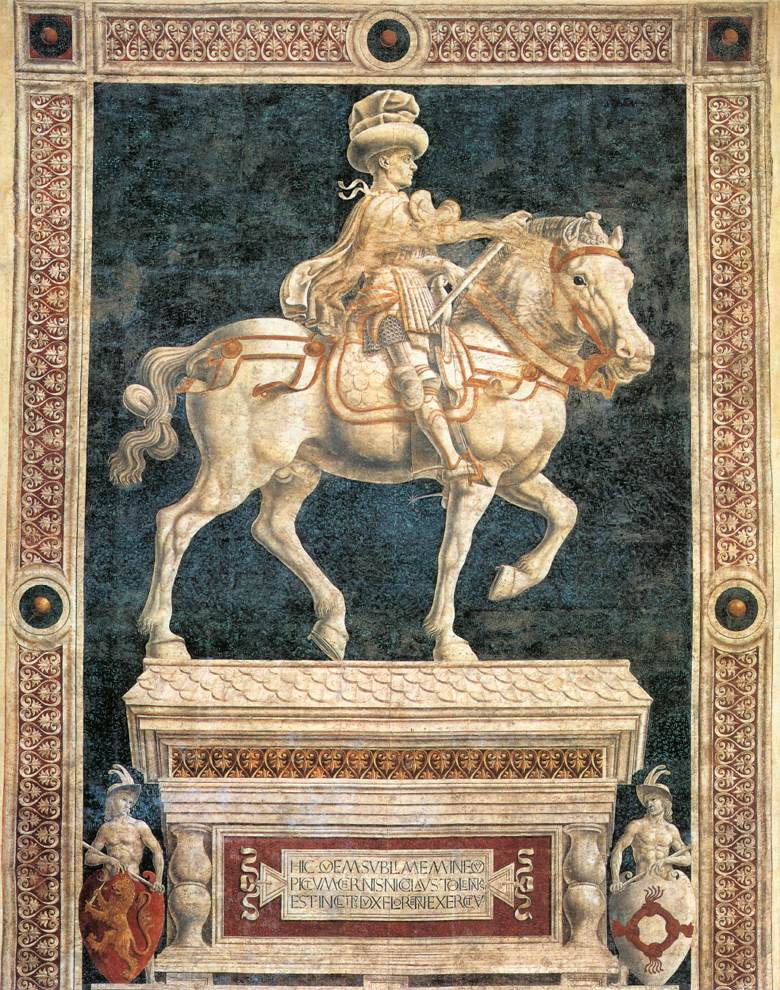
Монумент кондотьера Никколо да Толентино. 1456. Фреска. Собор Санта-Мария-дель-Фьоре

В период между 1451 и 1455 годами Кастаньо работал над украшением двух капелл церкви Сантиссима-Аннунциата во Флоренции, которую в это время перестраивал Микелоццо ди Бартоломео. Для капеллы семейства Гальяни он написал «Святого Юлиана со Спасителем», а для семейства Корболи — «Видение Троицы Иеронимом».
В 1454 году Кастаньо работал в Ватикане, где он вместе с несколькими помощниками выполнил декоративную роспись на стенах библиотеки папы Никалая V. Однако некоторые историки ставят под сомнение участие Кастаньо в этих работах
Осенью 1455 года Кастаньо выполнял заказ флорентийского собора Санта-Мария-дель-Фьоре. Здесь он написал фреску-надгробие кондотьера Никколо да Толентино, имитирующую конный скульптурный памятник. Эту работу художник закончил не позднее 1456 года.
В этот же период Кастаньо вновь получил заказ от монастыря Санта-Мария-Нуова, в трапезной которого он в 1457 году выполнил фреску «Тайная вечеря». Она стала последней крупной работой художника, но до наших дней не сохранилась. В августе того же года он умер от чумы.
В «Жизнеописаниях» Джорджо Вазари обвинил Андреа дель Кастаньо в убийстве из зависти своего учителя и покровителя Доменико Венециано (который на самом деле пережил своего ученика на несколько лет). Эта легенда стала настолько известной, что многие произведения Андреа были закрашены, а его имя — подвергнуто забвению. Лишь в конце XIX века под слоем краски были обнаружены некоторые его фрески, после чего его имя было возвращено в историю искусства.

## Особенности стиля
Индивидуальный стиль Андреа дель Кастаньо сформировался под влиянием мужественного и сурового искусства Мазаччо и Донателло, при этом влияние последнего считают особенно важным. Используя открытия своих предшественников в области перспективы и светотеневой моделировки, Кастаньо имитировал объёмность фигур, стремясь воспроизвести на плоскости скульптурные формы за счёт жёсткого и точного контура.
В жизни Андреа, насколько можно судить по высказываниям современников, был непримиримым, жёстким, недружелюбным и даже жестоким человеком (отсюда легенда Вазари об убийстве Доменико Венециано), особенно в отношении тех, кто осмеливался критиковать его искусство. Говорили, что в его произведениях «чувствуется рука дровосека». Стремясь к предельной ясности и выразительности формы и силуэта фигур, он нередко жертвовал самой живописностью. Если Донателло в своих «живописных рельефах» соревновался с живописцами, то Андреа «имитацией в живописи выпуклых в своей твёрдости форм, существующих у него как бы в безвоздушном пространстве, бросал вызов скульпторам, прежде всего Донателло».
На протяжении жизни Кастаньо «развивал строгий мужественный стиль, заложенный Мазаччо и Пьеро делла Франческа. Изображая смелых, сильных людей своего города в жёсткой графичной манере. Суровость его искусства, возможно, послужила поводом к придуманной Вазари истории о том, что Кастаньо будто бы убил своего соперника, живописца Доменико Венециано. Стиль Кастаньо оказал влияние на целое поколение флорентийских художников, работавших после смерти Мазаччо».
Ещё Вазари отметил приоритетную роль, которую в произведениях Кастаньо играл рисунок. Эта тенденция станет характерной для флорентийской школы на протяжении всей её истории. Мастерство Кастаньо как рисовальщика ясно демонстрируют синопии — подготовительные рисунки, раскрытые под фресками в трапезной Сант-Аполлониа. Однако долгое время, также вслед за Вазари, художнику отказывали в мастерстве работы с цветом, и лишь в XX веке его оценили как одного из сильнейших колористов своей эпохи. Стиль Кастаньо оказал влияние не только на его младших современников-флорентийцев, таких как Антонио дель Поллайоло, Алессио Бальдовинетти, но и на североитальянских мастеров: Андреа Мантенья, Франческо  дель Косса и других.
Кастаньо был первым (насколько это известно) художником, который стал использовать картоны для переноса предварительного рисунка на фреску. Раньше рисунок (синопию) выполняли прямо на стене перед нанесением очередного слоя штукатурки. Но при изучении фрески «Воскресение» в трапезной Сант-Аполлониа были обнаружены следы использования картона. На синопии контуры фигуры очерчены лишь лёгким наброском. Более подробный рисунок был сделан на картоне, вдоль каждого контура был выполнен ряд маленьких отверстий, и через них при помощи угольной пыли «припорохом» рисунок переносили на стену. Маленькие чёрные угольные точки можно обнаружить на фреске и в наше время, особенно на лице, плечах, руках и стопах Христа. Картоны до середины XV века не использовались, поскольку бумага необходимого размера не производилась.
Во Флоренции наследие Кастаньо было понято и воспринято лишь частично, но для севера Италии оно имело важное значение. Так в Ферраре творчество Андреа дель Кастаньо получило дальнейшее развитие, заложив основы местной школы Козимо Туры, Франческо дель Коссы и Эрколе де Роберти.
Дж. Вазари называл учеником Мазаччо Пьеро дель Поллайоло. Ныне эта версия отвергается по причине хронологических несоответствий.

## Галерея

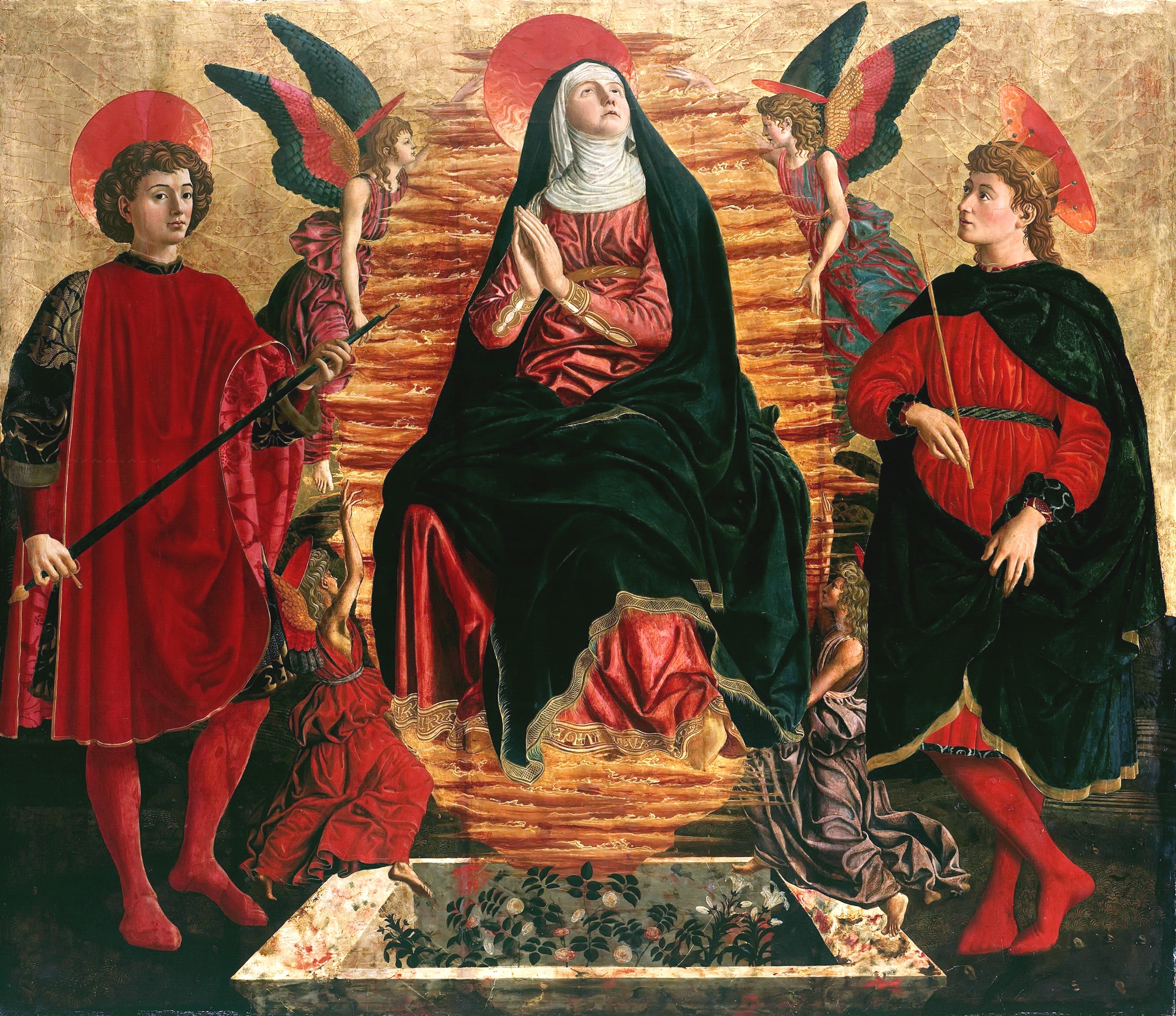
Взятие Девы Марии на небо со святыми Миньято и Юлианом. Между 1449 и 1450. Дерево, масло. Берлинская картинная галерея
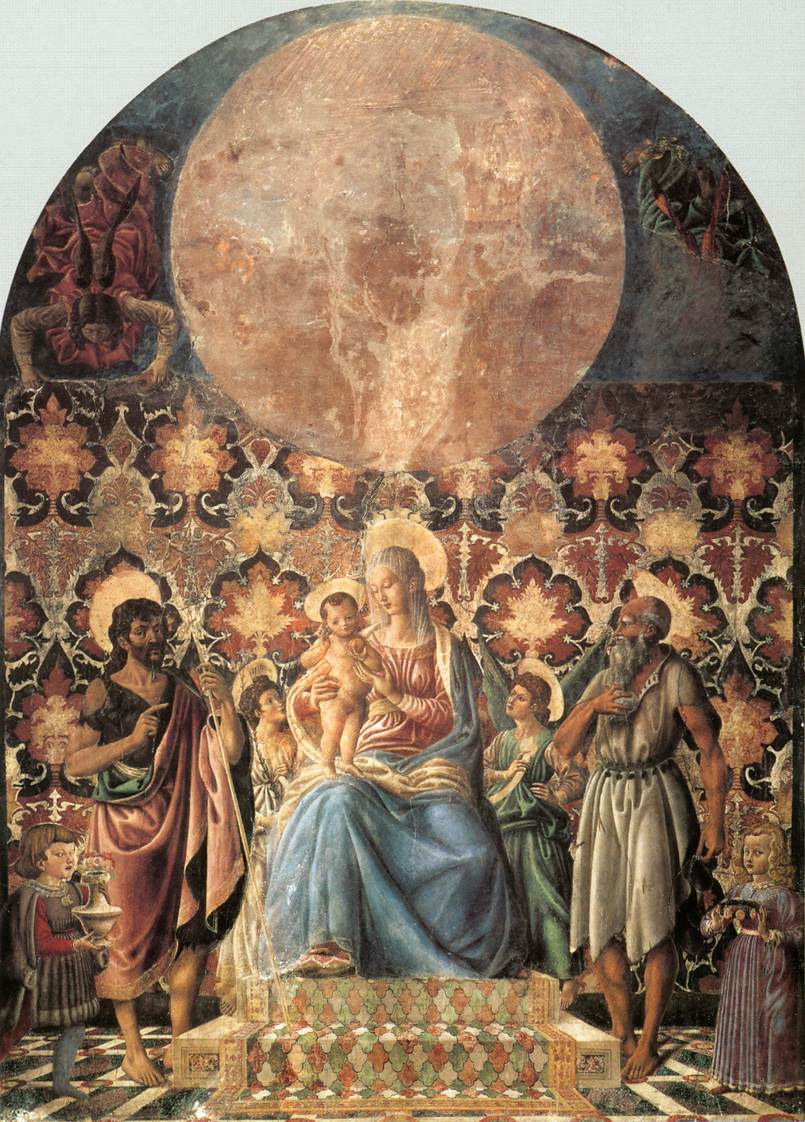
Мадонна и Младенец со святыми. Ок. 1445. Фреска. Уффици, Флоренция
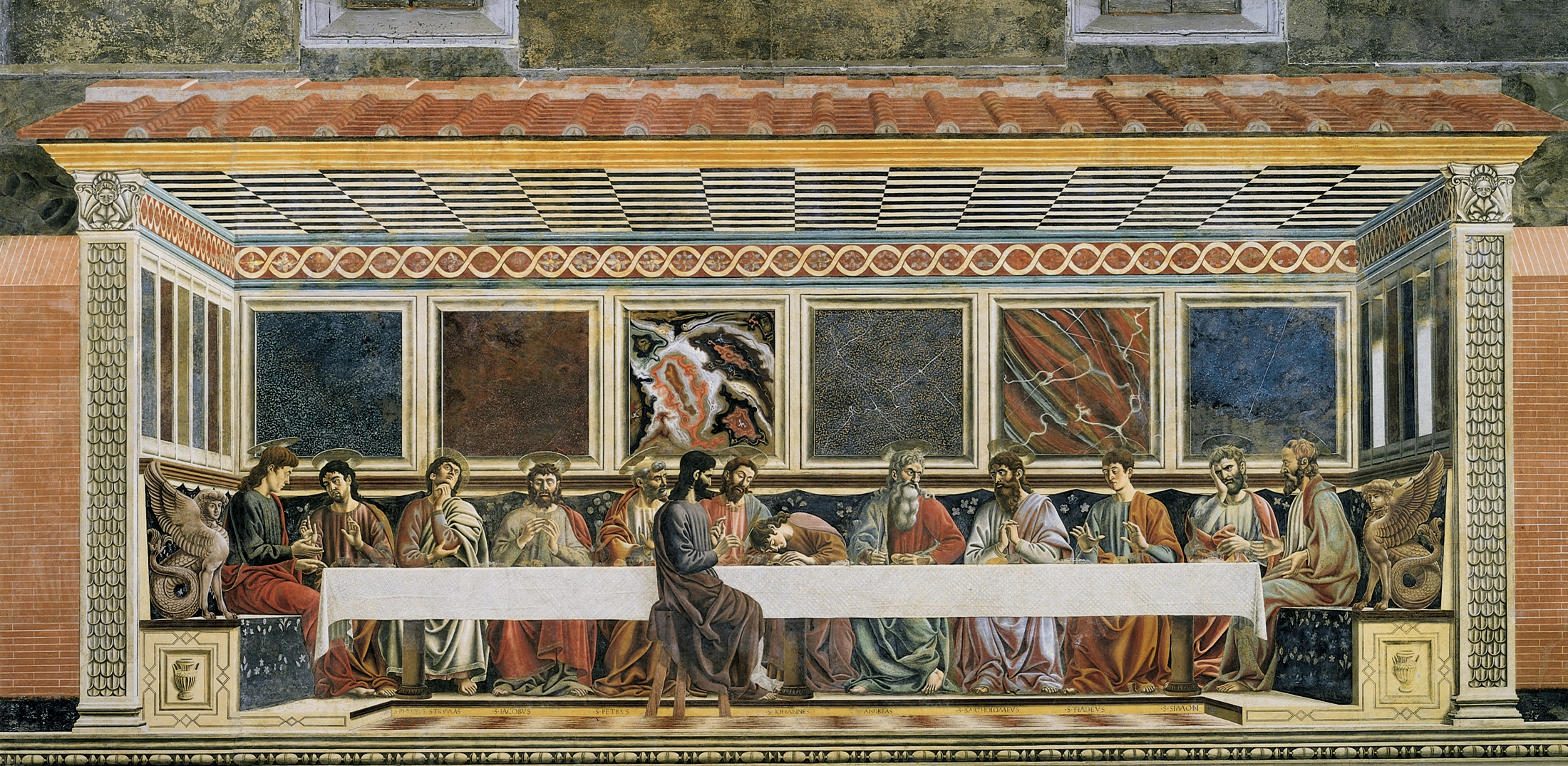
Тайная вечеря. 1447. Фреска. Трапезная монастыря Сант-Аполлониа, Флоренция
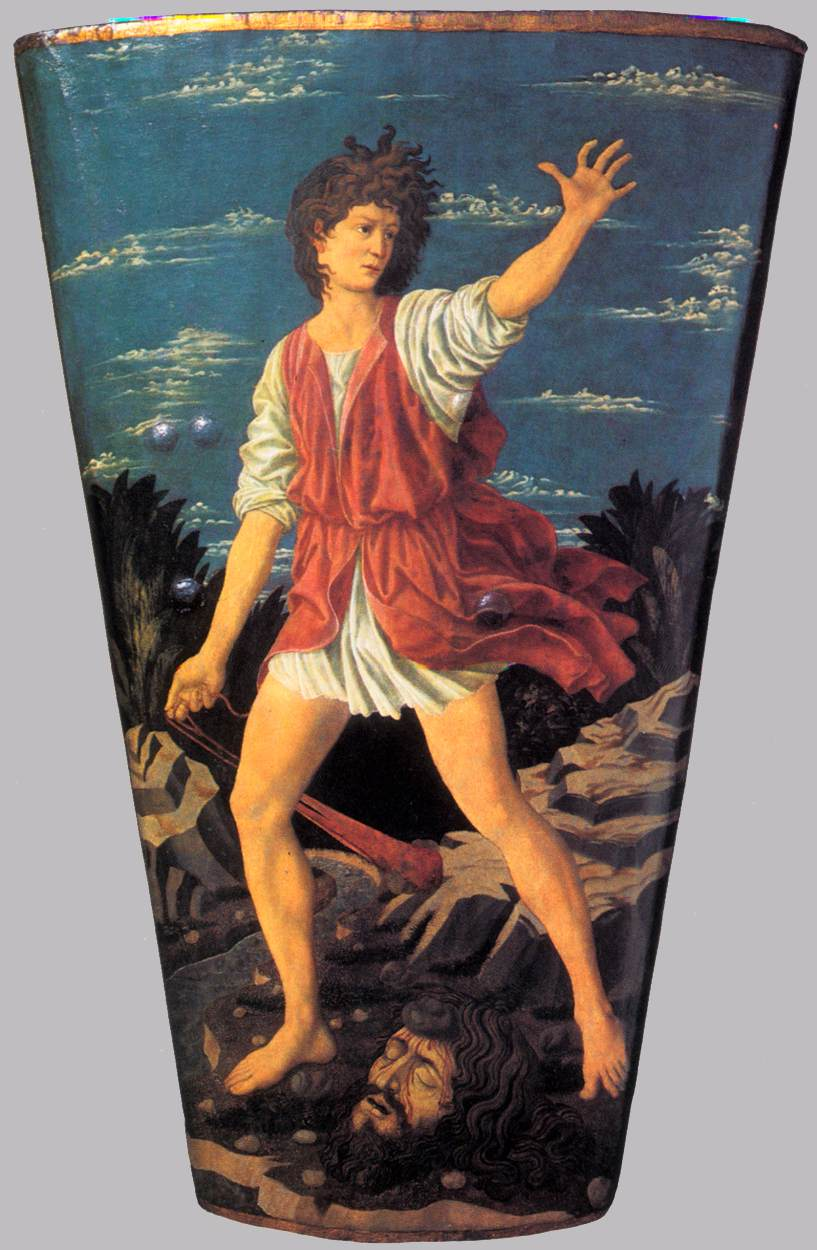
Молодой Давид. Ок. 1450. Кожа на дереве, темпера. Национальная галерея искусства, Вашингтон
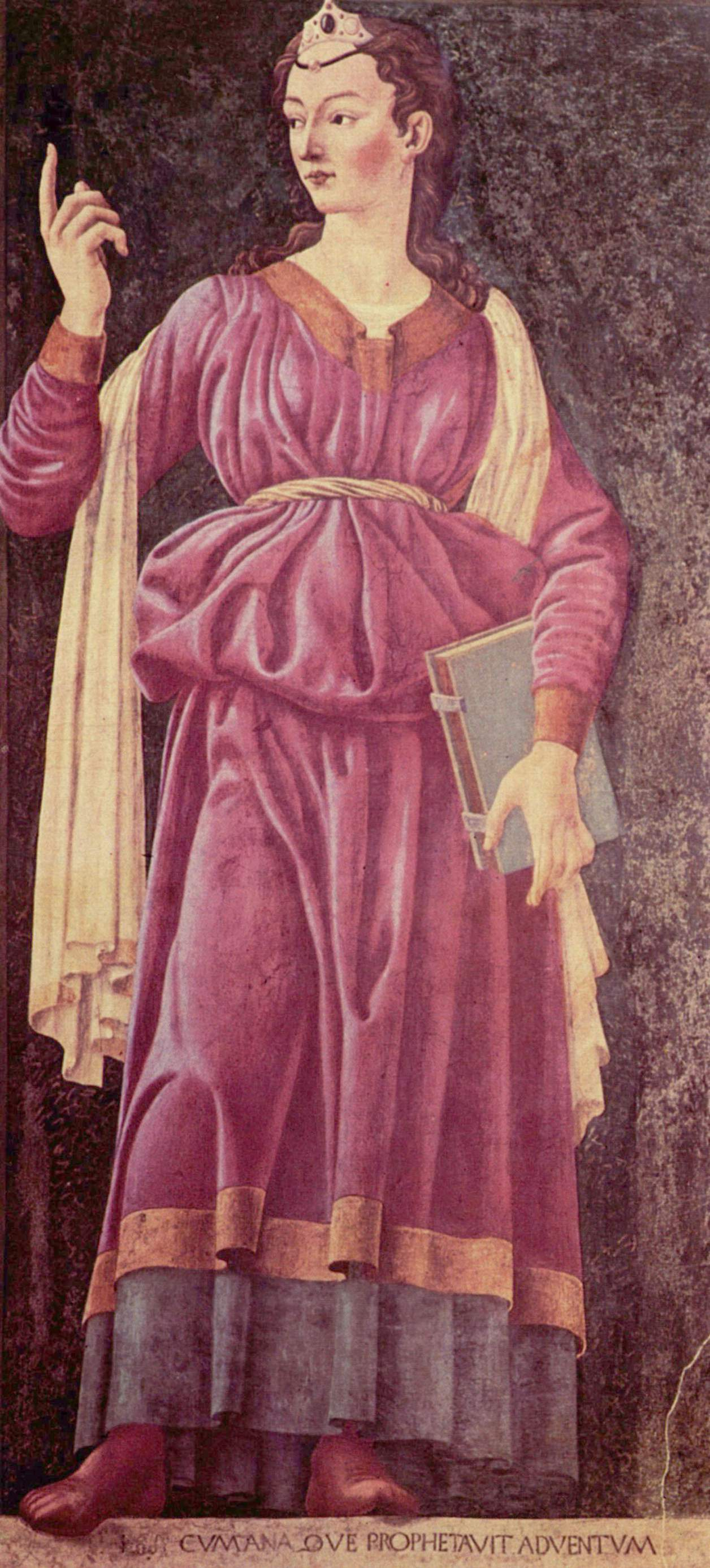
Сивилла Кумская. Из серии росписей виллы Кардуччи «Знаменитые люди». 1450. Фреска (переведена не дерево). Уффици, Флоренция
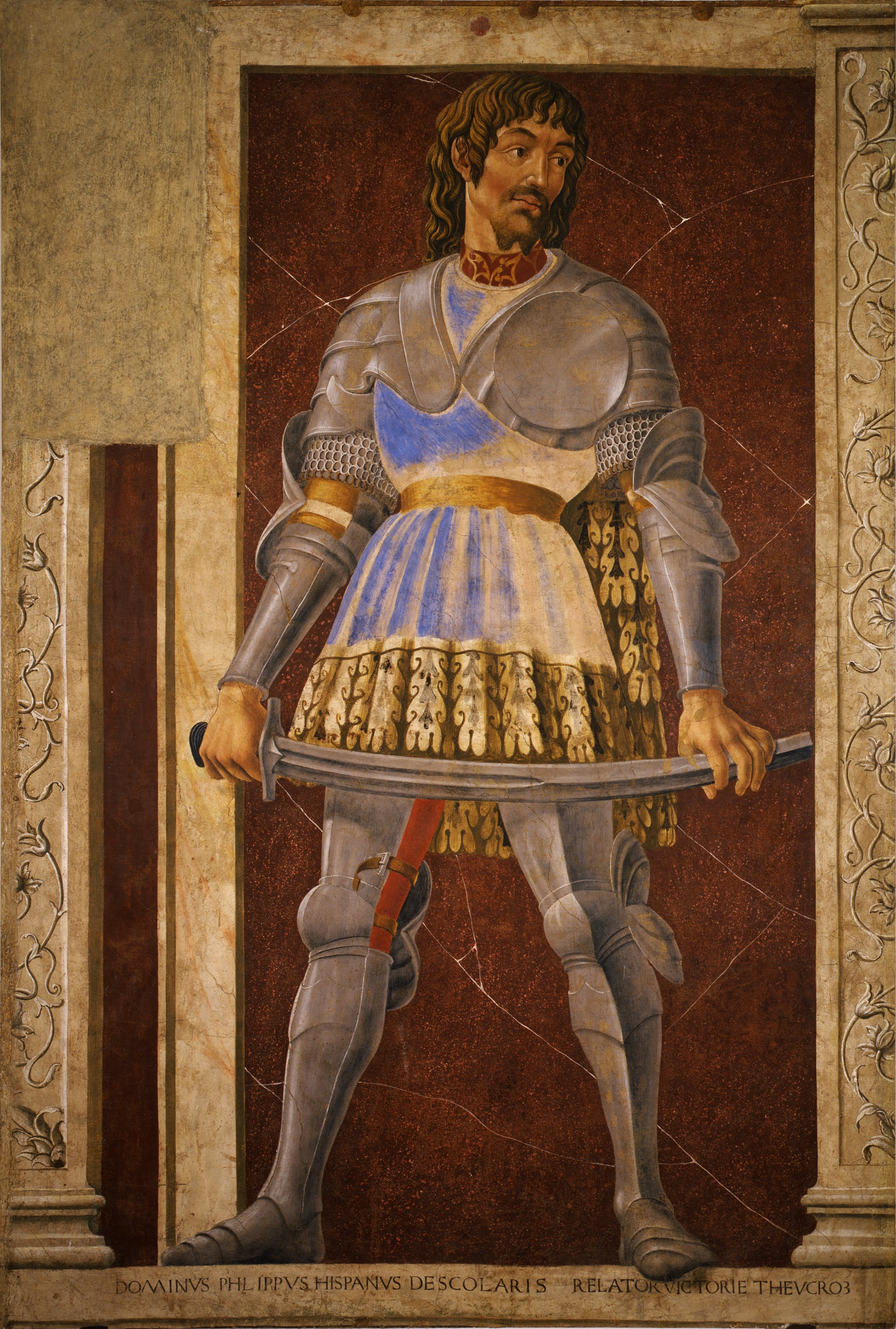
Кондотьер Пиппо Спано. Ок. 1450. Дерево, темпера. Уффици, Флоренция
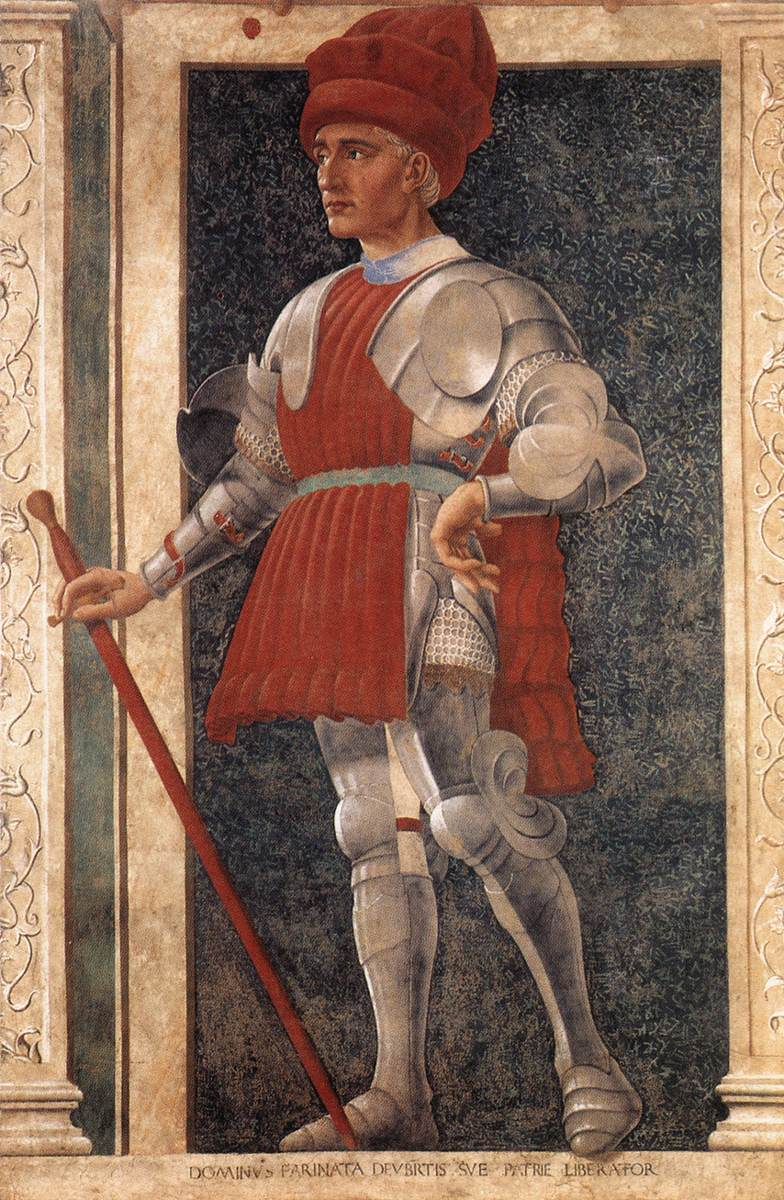
Фарината дельи Уберти. Ок. 1450. Фреска (переведена не дерево). Уффици, Флоренция
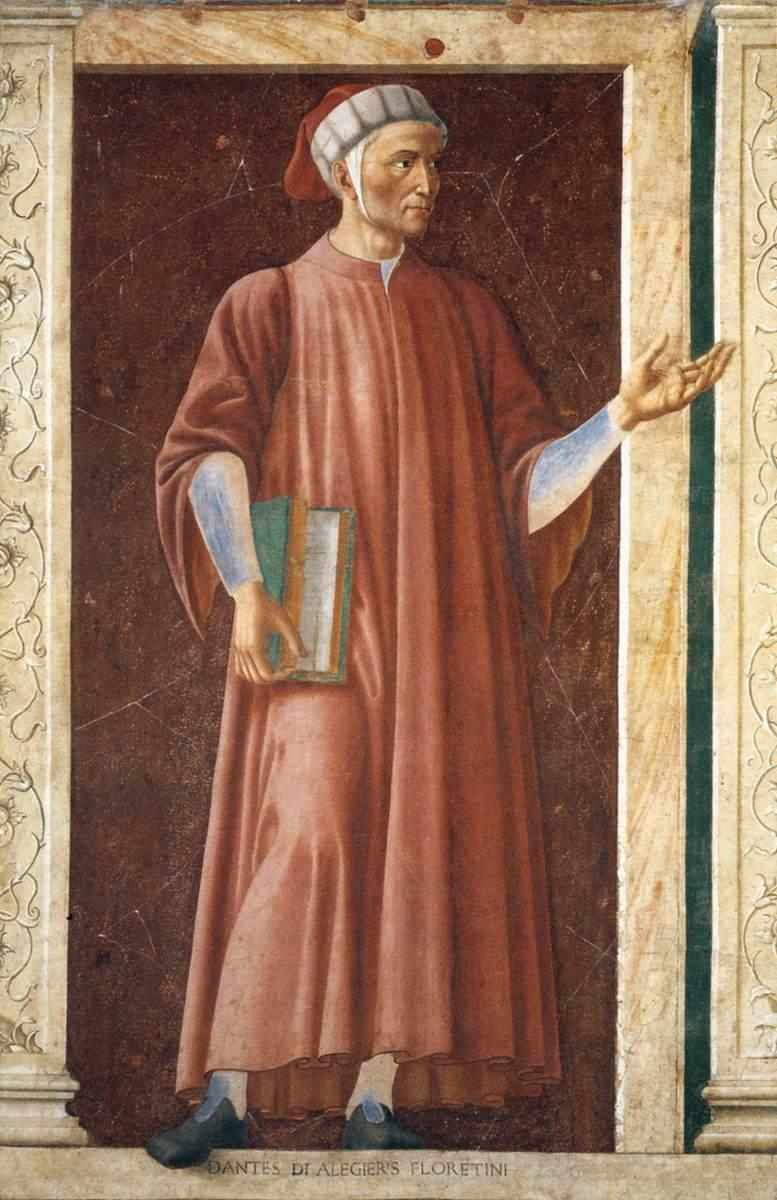
Данте Алигьери. Из серии росписей виллы Кардуччи «Знаменитые люди». 1450. Фреска (переведена не дерево). Уффици, Флоренция
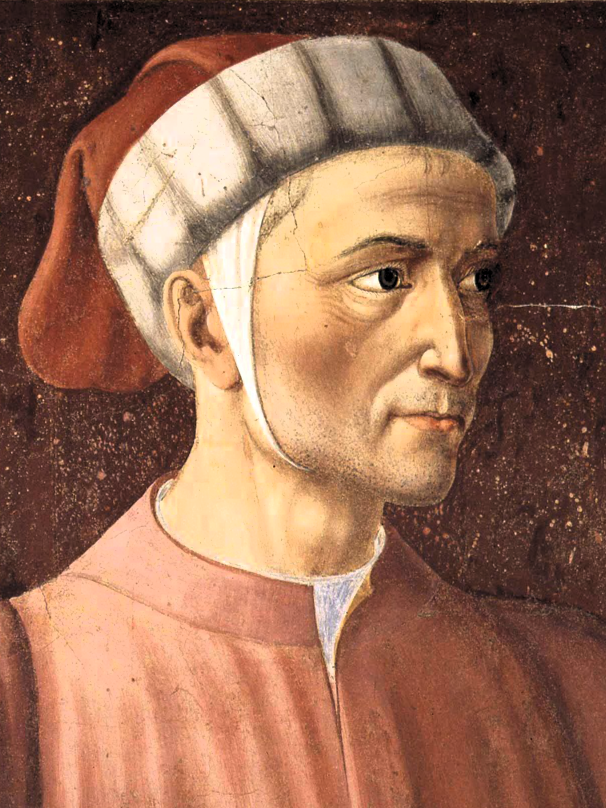
Данте Алигьери. Деталь
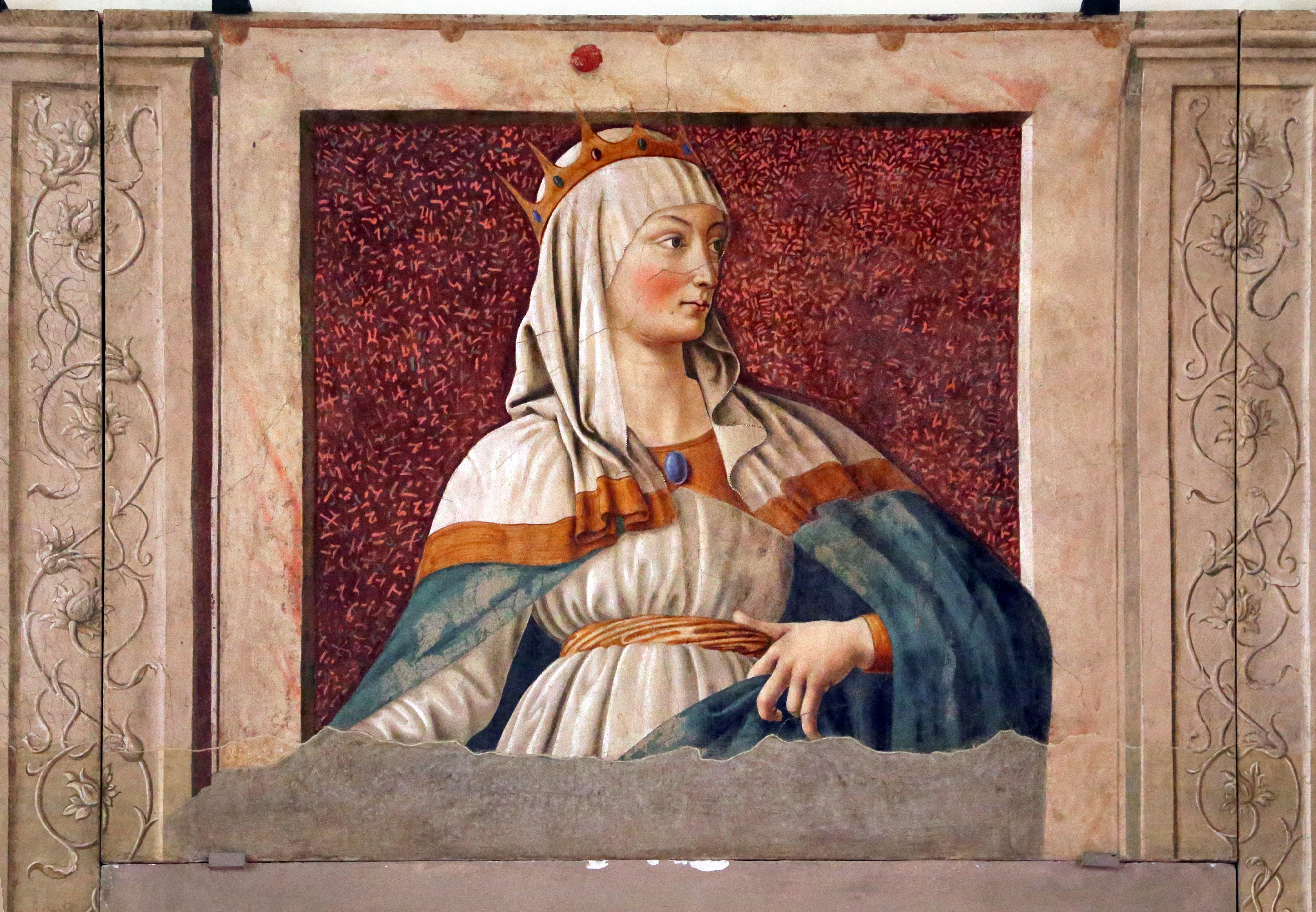
Царица Эсфирь. Из серии росписей виллы Кардуччи «Знаменитые люди». 1450. Фреска (переведена не дерево). Уффици, Флоренция
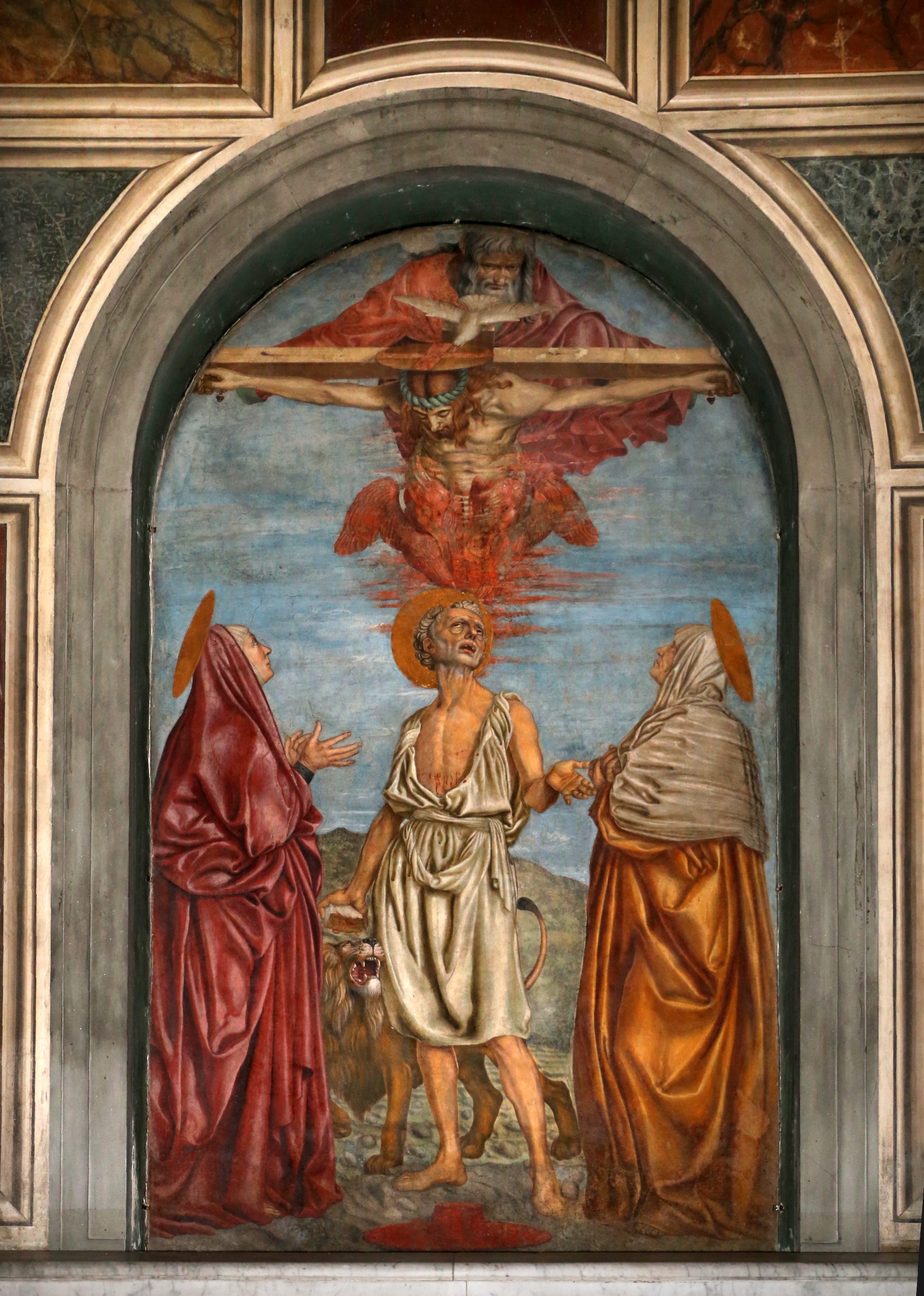
Святая Троица со святыми Иеронимом, Паолой и Евстахией. 1453-1454. Церковь Сантиссима-Аннунциата , Флоренция
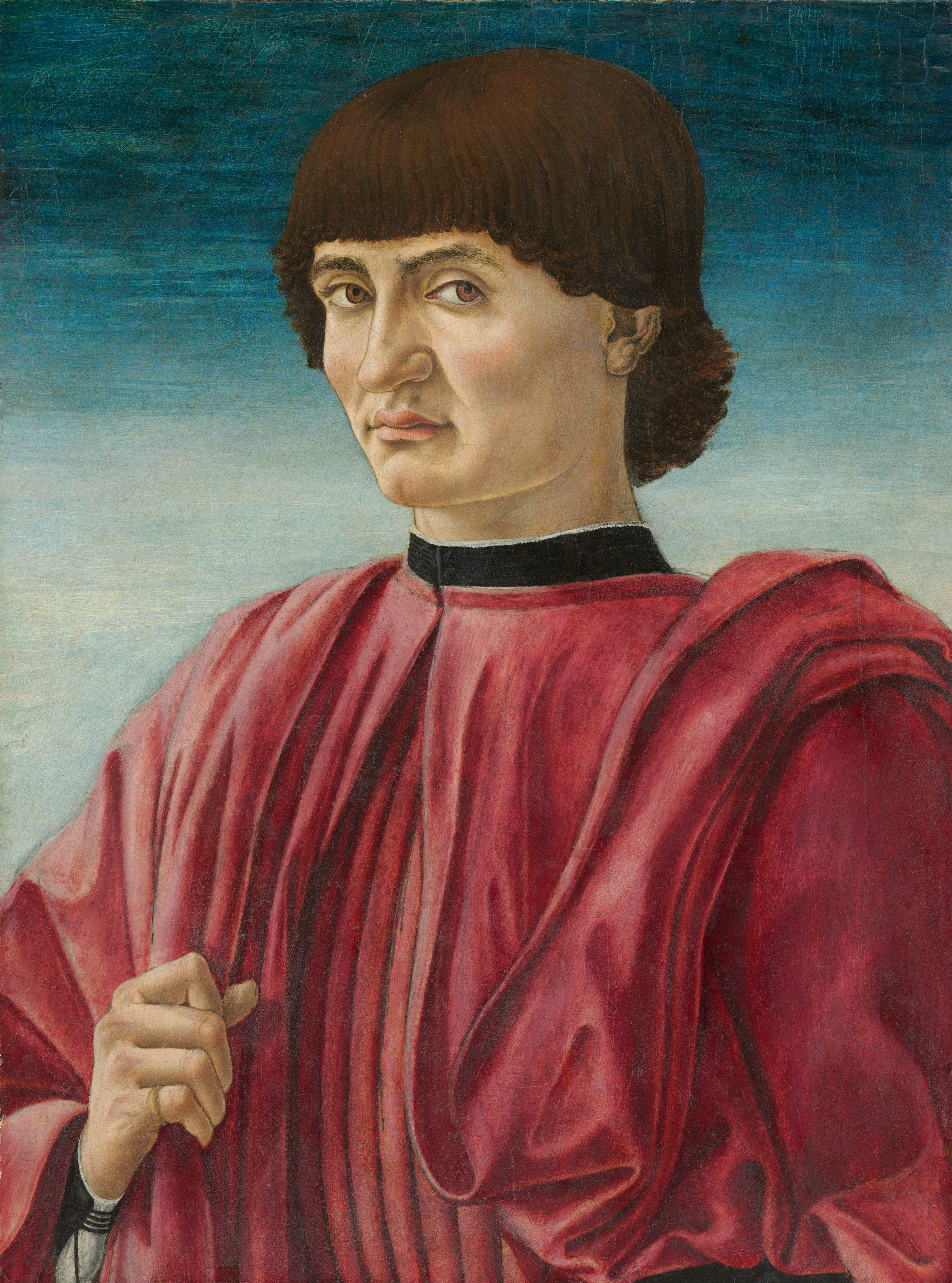
Мужской портрет. Ок. 1450. Дерево, темпера. Национальная галерея искусства, Вашингтон